# Basketball-Bundesliga 2009/10
Die Basketball-Bundesliga-Saison 2009/10 (offiziell Beko Basketball-Bundesliga) war die 44. Spielzeit der höchsten deutschen Spielklasse im Basketball der Männer. Die reguläre Saison begann am 9. Oktober 2009 und endete am 1. Mai 2010. Vom 8. Mai bis zum 17. Juni 2010 fanden die Play-off-Spiele der besten acht Teams aus der Hauptrunde statt.

## Modus
Die 18 Mannschaften spielten in einer Hin- und Rückrunde jeweils zweimal gegeneinander. Die besten acht Teams der sich nach 34 Spieltagen ergebenden Abschlusstabelle spielten in den Play-offs in einem K.-o.-System im Best-of-Five-Modus gegeneinander, wobei sich die Setzliste aus einem gewissen Schema ergab und die in der Abschlusstabelle besser postierte Mannschaft im ggf. entscheidenden Spiel Heimrecht hatte. Die schlechtesten zwei Teams der Abschlusstabelle stiegen ab.
Bei Punktgleichheit von zwei oder mehr Mannschaften zählte der direkte Vergleich der beteiligten Mannschaften.
Neu war seit dieser Saison ist die Punktevergabe: für einen Sieg gab es zwei Punkte, für den Verlierer immer noch einen Punkt.

## Saisonnotizen
- Ab dieser Saison firmierte die Liga unter dem Namen Beko BBL, nachdem ein Sponsoringvertrag mit dem Elektronikkonzern Beko vereinbart wurde.
- Die BBL war erstmals seit einigen Jahren wieder im Free-TV zu sehen: das DSF übertrug ein Spiel pro Wochenende live sowie ausgewählte Spiele auf der Homepage des Senders.
- Neu in der Liga waren Phoenix Hagen und der Mitteldeutsche BC aus Sachsen-Anhalt.
- International wurde der deutsche Basketball in dieser Saison von folgenden Mannschaften vertreten: Für die EuroLeague konnte sich Meister Oldenburg qualifizieren; für den ULEB Eurocup der Vorjahresfinalist Telekom Baskets Bonn, der -halbfinalist Alba Berlin, der in der Qualifikation für die Euroleague an Marousi Athen gescheitert war, und die Brose Baskets aus Bamberg; für die von der FIBA ausgetragene EuroChallenge der Vorjahres-Viertelfinalist BG Göttingen sowie der Neunte Artland Dragons. Während Meister Oldenburg in der ersten Gruppenphase nach nur einem Sieg ausschied, erreichte Alba Berlin das Finale im Eurocup, wo man Power Electronics Valencia unterlag. Die BG Göttingen hingegen konnte als Ausrichter des Final-Four-Turniers der EuroChallenge den Pokal erringen und sorgte damit für den erst dritten Titelgewinn einer deutschen Vereinsmannschaft in einem europäischen Wettbewerb.
- In der ersten Runde der Play-offs, dem Viertelfinale, schieden alle vier erstplatzierten Mannschaften der Hauptrunde, die im ersten Spiel der Serie Heimrecht hatten, aus. Meister wurden im alles entscheidenden Spiel der Finalserie die fünftplatzierten Brose Baskets, die die siebtplatzierten Deutsche Bank Skyliners aus Frankfurt am Main mit 72:70 besiegten. Sie erreichten damit das Double, nachdem sie zwei Monate zuvor den gleichen Gegner im Pokalfinale besiegt hatten.

## Teilnehmende Mannschaften
| Relegation/Promotion | lizenzierter sportlicher Aufstieg | sportlicher Abstieg (Wild-Card) |
| -------------------- | --------------------------------- | ------------------------------- |
| Vorjahressaison      | Pro A                             | BBL                             |

| Europapokal                | Hauptrunde | Qualifikation |
| -------------------------- | ---------- | ------------- |
| EuroLeague 2009/10         |            |               |
| ULEB Eurocup 2009/10       |            |               |
| FIBA EuroChallenge 2009/10 |            |               |

| Mannschaft                      | Halle                         | Plätze | VJP1  |
| ------------------------------- | ----------------------------- | ------ | ----- |
| Artland Dragons                 | Artland-Arena                 | 3000   | 9     |
| Brose Baskets                   | Jako-Arena                    | 6900   | 7/HF3 |
| Alba Berlin                     | O2 World Berlin               | 14500  | 1/HF4 |
| Telekom Baskets Bonn            | Telekom Dome                  | 6000   | 4/FI  |
| Phantoms Braunschweig           | Volkswagen Halle Braunschweig | 6600   | 13    |
| Eisbären Bremerhaven            | Stadthalle Bremerhaven        | 4795   | 182   |
| Giants Düsseldorf               | Burg-Wächter Castello         | 3700   | 12    |
| Deutsche Bank Skyliners         | Ballsporthalle Frankfurt      | 5000   | 6/VF  |
| LTi Gießen 46ers                | Sporthalle Gießen-Ost         | 4003   | 172   |
| BG Göttingen5                   | Lokhalle Göttingen            | 3350   | 2/VF  |
| Phoenix Hagen                   | Phoenix-Halle                 | 3013   | A     |
| EnBW Ludwigsburg                | Arena Ludwigsburg             | 5325   | 11    |
| Mitteldeutscher Basketball Club | Stadthalle Weißenfels         | 3000   | A     |
| EWE Baskets Oldenburg (M)       | EWE Arena                     | 3900   | 3/SI  |
| webmoebel Baskets6              | Sportzentrum Maspernplatz     | 3041   | 8/VF  |
| TBB Trier                       | Arena Trier                   | 8000   | 10    |
| Tigers Tübingen                 | Paul Horn-Arena               | 3180   | 14    |
| Ratiopharm Ulm                  | Kuhberghalle                  | 3000   | 5/VF  |

1Vorjahresplatzierung bezogen auf die Abschlusstabelle der Basketball-Bundesliga 2008/09 vor den Playoffs bzw. ggf. der Playoff-Platzierung

2Auf Grund des Rückzugs der Giants Nördlingen und der Köln 99ers konnten Bremerhaven und Gießen durch Erwerb einer Wildcard die Klasse halten.

3Brose Baskets siegten in der Eurocup-Qualifikation und nahmen am Eurocup 2009/10 teil.

4Alba schied in der Euroleague-Qualifikation aus und nahm am Eurocup 2009/10 teil.

5Bis Dezember 2009 als MEG Göttingen.

6Bis April 2010 als Paderborn Baskets.

## Endstände
|  | = Playoff-Plätze  |
|  | = Abstiegs-Plätze |

| \| # \| Team \| Siege \| Niederlagen \| Punkte \| Körbe \| \| -- \| -------------------------------- \| ----- \| ----------- \| ------ \| --------- \| \| 1 \| EWE Baskets Oldenburg \| 25 \| 9 \| 59 \| 2564:2292 \| \| 2 \| Alba Berlin \| 25 \| 9 \| 59 \| 2594:2280 \| \| 3 \| BG Göttingen \| 24 \| 10 \| 58 \| 2786:2511 \| \| 4 \| Telekom Baskets Bonn \| 24 \| 10 \| 58 \| 2561:2475 \| \| 5 \| Brose Baskets \| 22 \| 12 \| 56 \| 2660:2443 \| \| 6 \| Eisbären Bremerhaven \| 21 \| 13 \| 55 \| 2755:2631 \| \| 7 \| Deutsche Bank Skyliners \| 21 \| 13 \| 55 \| 2561:2467 \| \| 8 \| New Yorker Phantoms Braunschweig \| 19 \| 15 \| 53 \| 2688:2629 \| \| 9 \| Artland Dragons \| 19 \| 15 \| 53 \| 2693:2486 \| \| 10 \| Mitteldeutscher Basketball Club \| 18 \| 16 \| 52 \| 2601:2599 \| \| 11 \| EnBW Ludwigsburg \| 17 \| 17 \| 51 \| 2522:2554 \| \| 12 \| WALTER Tigers Tübingen \| 16 \| 18 \| 50 \| 2645:2705 \| \| 13 \| Ratiopharm Ulm \| 13 \| 21 \| 47 \| 2662:2826 \| \| 14 \| LTi Gießen 46ers \| 10 \| 24 \| 44 \| 2482:2675 \| \| 15 \| TBB Trier \| 10 \| 24 \| 44 \| 2492:2730 \| \| 16 \| Phoenix Hagen \| 9 \| 25 \| 43 \| 2470:2798 \| \| 17 \| Giants Düsseldorf \| 8 \| 26 \| 42 \| 2399:2562 \| \| 18 \| webmoebel Baskets \| 5 \| 29 \| 39 \| 2384:2856 \| |                                  |       |             |        |           |
| # | Team                             | Siege | Niederlagen | Punkte | Körbe     |
| 1 | EWE Baskets Oldenburg            | 25    | 9           | 59     | 2564:2292 |
| 2 | Alba Berlin                      | 25    | 9           | 59     | 2594:2280 |
| 3 | BG Göttingen                     | 24    | 10          | 58     | 2786:2511 |
| 4 | Telekom Baskets Bonn             | 24    | 10          | 58     | 2561:2475 |
| 5 | Brose Baskets                    | 22    | 12          | 56     | 2660:2443 |
| 6 | Eisbären Bremerhaven             | 21    | 13          | 55     | 2755:2631 |
| 7 | Deutsche Bank Skyliners          | 21    | 13          | 55     | 2561:2467 |
| 8 | New Yorker Phantoms Braunschweig | 19    | 15          | 53     | 2688:2629 |
| 9 | Artland Dragons                  | 19    | 15          | 53     | 2693:2486 |
| 10 | Mitteldeutscher Basketball Club  | 18    | 16          | 52     | 2601:2599 |
| 11 | EnBW Ludwigsburg                 | 17    | 17          | 51     | 2522:2554 |
| 12 | WALTER Tigers Tübingen           | 16    | 18          | 50     | 2645:2705 |
| 13 | Ratiopharm Ulm                   | 13    | 21          | 47     | 2662:2826 |
| 14 | LTi Gießen 46ers                 | 10    | 24          | 44     | 2482:2675 |
| 15 | TBB Trier                        | 10    | 24          | 44     | 2492:2730 |
| 16 | Phoenix Hagen                    | 9     | 25          | 43     | 2470:2798 |
| 17 | Giants Düsseldorf                | 8     | 26          | 42     | 2399:2562 |
| 18 | webmoebel Baskets                | 5     | 29          | 39     | 2384:2856 |

## Play-offs 2009/10
| Viertelfinale | Viertelfinale | Viertelfinale |   |              | Halbfinale | Halbfinale | Halbfinale |  |  | Finale | Finale | Finale |
|               |               |               |   |              |            |            |            |  |  |        |        |        |
| 1             | Oldenburg     | 1             |   |              |            |            |            |  |  |        |        |        |
| 8             | Braunschweig  | 3             |   |              |            |            |            |  |  |        |        |        |
| 8             | Braunschweig  | 3             | 8 | Braunschweig | 0          |            |            |  |  |        |        |        |
|               |               |               | 8 | Braunschweig | 0          |            |            |  |  |        |        |        |
|               | 5             | Bamberg       | 3 |              |            |            |            |  |  |        |        |        |
| 4             | 5             | Bamberg       | 3 | Bonn         | 0          |            |            |  |  |        |        |        |
| 4             |               |               |   | Bonn         | 0          |            |            |  |  |        |        |        |
| 5             | Bamberg       | 3             |   |              |            |            |            |  |  |        |        |        |
| 5             | Bamberg       | 3             | 5 | Bamberg      | 3          |            |            |  |  |        |        |        |
|               |               |               |   | Bamberg      | 3          |            |            |  |  |        |        |        |
|               | 7             | Frankfurt     | 2 |              |            |            |            |  |  |        |        |        |
| 2             | 7             | Frankfurt     | 2 | Berlin       | 1          |            |            |  |  |        |        |        |
| 2             |               |               |   | Berlin       | 1          |            |            |  |  |        |        |        |
| 7             | Frankfurt     | 3             |   |              |            |            |            |  |  |        |        |        |
| 7             | Frankfurt     | 3             | 7 | Frankfurt    | 3          |            |            |  |  |        |        |        |
|               |               |               | 7 | Frankfurt    | 3          |            |            |  |  |        |        |        |
|               | 6             | Bremerhaven   | 2 |              |            |            |            |  |  |        |        |        |
| 3             | 6             | Bremerhaven   | 2 | Göttingen    | 2          |            |            |  |  |        |        |        |
| 3             |               |               |   | Göttingen    | 2          |            |            |  |  |        |        |        |
| 6             | Bremerhaven   | 3             |   |              |            |            |            |  |  |        |        |        |

## Meistermannschaft
| Spieler | Spieler            | Spieler           | Spieler    | Spieler | Spieler | Spieler        |
| Nr.     | Nat.               | Name              | Geburt     | Größe   | Info    | Letzter Verein |
| ------- | ------------------ | ----------------- | ---------- | ------- | ------- | -------------- |
|         |                    | Guards (PG, SG)   |            |         |         |                |
| 5       | Vereinigte Staaten | John Goldsberry   | 19.10.1982 | 191     |         |                |
| 6       | Deutschland        | Bastian Doreth    | 08.06.1989 | 182     | DL      |                |
| 9       | Deutschland        | Karsten Tadda     | 02.11.1988 | 190     |         |                |
| 11      | Deutschland        | Daniel Schmidt    | 16.08.1990 | 186     | DL      |                |
| 12      | Deutschland        | Robert Garrett    | 18.03.1977 | 192     |         |                |
| 13      | Deutschland        | Maurice Stuckey   | 30.05.1990 | 187     | DL      |                |
| 22      | Vereinigte Staaten | Brian Roberts     | 03.12.1985 | 188     |         |                |
| 25      | Slowakei           | Anton Gavel       | 24.10.1984 | 189     | A-Nat.  |                |
|         |                    | Forwards (SF, PF) |            |         |         |                |
| 8       | Serbien            | Predrag Šuput     | 01.06.1977 | 200     |         |                |
| 23      | Vereinigte Staaten | Casey Jacobsen    | 19.03.1981 | 198     | (C)     |                |
| 33      | Australien         | Mark Worthington  | 08.06.1983 | 202     |         |                |
| 42      | Vereinigte Staaten | Beckham Wyrick    | 13.12.1983 | 198     |         |                |
|         |                    | Center (C)        |            |         |         |                |
| 19      | Deutschland        | Erik Land         | 03.06.1990 | 205     | DL      |                |
| 21      | Deutschland        | Tibor Pleiß       | 02.11.1989 | 215     | A-Nat.  |                |
| 24      | Vereinigte Staaten | Elton Brown       | 09.09.1983 | 206     |         |                |

| Trainer            | Trainer         | Trainer          |
| Nat.               | Name            | Position         |
| ------------------ | --------------- | ---------------- |
| Vereinigte Staaten | Chris Fleming   | Cheftrainer      |
| Deutschland        | Volker Stix     | Assistenztrainer |
| Deutschland        | Arne Woltmann   | Assistenztrainer |
| Deutschland        | Wolfgang Heyder | Manager          |

| Legende      | Legende             |
| Abk.         | Bedeutung           |
| ------------ | ------------------- |
| (C)          | Mannschaftskapitän  |
| A-Nat.       | Nationalspieler     |
| DL           | Doppellizenzspieler |
| Quellen      |                     |
| Ligahomepage |                     |
| Stand: 2011  |                     |

| Legende      | Legende             |
| Abk.         | Bedeutung           |
| ------------ | ------------------- |
| (C)          | Mannschaftskapitän  |
| A-Nat.       | Nationalspieler     |
| DL           | Doppellizenzspieler |
| Quellen      |                     |
| Ligahomepage |                     |
| Stand: 2011  |                     |

Vor Saisonende verließ Eric Taylor die Mannschaft. Ferner gehörten dem Kader weitere nicht eingesetzte Doppellizenzspieler an.

## Führende der Mannschaftsstatistiken
- Defensiv beste Mannschaft: Alba Berlin (2.280 Punkte, ⌀ 67,1 pro Spiel)
- Defensiv schlechteste Mannschaft: Paderborn Baskets (2.856 Punkte, ⌀ 84,0 pro Spiel)

- Offensiv beste Mannschaft: BG Göttingen (2.786 Punkte, ⌀ 81,9 pro Spiel)
- Offensiv schlechteste Mannschaft: Paderborn Baskets (2.384 Punkte, ⌀ 70,1 pro Spiel)

## Führende der Spielerstatistiken
| Kategorie               | Spieler        | Team                  | Wert |
| ----------------------- | -------------- | --------------------- | ---- |
| Punkte pro Spiel        | Chris Copeland | TBB Trier             | 16,9 |
| Rebounds pro Spiel      | Jeff Gibbs     | Eisbären Bremerhaven  | 9,3  |
| Assists pro Spiel       | Louis Campbell | Eisbären Bremerhaven  | 6,0  |
| Steals pro Spiel        | Roderick Trice | Ratiopharm Ulm        | 2,4  |
| Blocks pro Spiel        | Tibor Pleiß    | Brose Baskets Bamberg | 1,4  |
| Effizienzwert pro Spiel | Jeff Gibbs     | Eisbären Bremerhaven  | 19,0 |

## Saisonbestmarken
|                 | Wert | Spieler                        |
| --------------- | ---- | ------------------------------ |
| Punkte          | 39   | Jamal Shuler (Trier)           |
| Rebounds        | 17   | Bernd Kruel (Hagen)            |
| Dreier          | 8    | Julius Jenkins (Berlin)        |
| Assists         | 14   | Branislav Ratkovica (Tübingen) |
| Ballgewinne     | 6    | Ben Jacobson (Göttingen)       |
| Geblockte Würfe | 7    | Tibor Pleiß (Bamberg)          |
| Effektivität    | 41   | Jamal Shuler (Trier)           |

## Ehrungen 2009/10
| Auszeichnung           | Name             | Verein               |
| ---------------------- | ---------------- | -------------------- |
| All-Star Game MVP      | Chris Ensminger  | Telekom Baskets Bonn |
| Spieler des Jahres     | Julius Jenkins   | Alba Berlin          |
| Bester Verteidiger     | Immanuel McElroy | Alba Berlin          |
| Rookie of the Year     | Tibor Pleiß      | Brose Baskets        |
| Newcomer of the Year   | Taylor Rochestie | BG Göttingen         |
| Bester Offensivspieler | Julius Jenkins   | Alba Berlin          |
| Trainer des Jahres     | John Patrick     | BG Göttingen         |
| Most Likeable Player   | Pascal Roller    | Skyliners Frankfurt  |
| Finals MVP             | Casey Jacobsen   | Brose Baskets        |

Quelle: 

### All-BBL Teams
All-BBL First Team:
- G Louis Campbell (Eisbären Bremerhaven)
- G Julius Jenkins (Alba Berlin)
- F Robin Benzing (ratiopharm Ulm)
- F Predrag Šuput (Brose Baskets)
- C Chris Ensminger (Telekom Baskets Bonn)

All-BBL Second Team:
- G Taylor Rochestie (BG Göttingen)
- G Je’Kel Foster (EWE Baskets Oldenburg)
- F Immanuel McElroy (Alba Berlin)
- F Jeff Gibbs (Eisbären Bremerhaven)
- C Blagota Sekulic (Alba Berlin)

## Durchschnittliche Zuschauerzahlen in der Hauptrunde
| Stadt        | Besucher | Kapazität | Auslastung |
| ------------ | -------- | --------- | ---------- |
| Bamberg      | 06.772   | 06.800    | 099.59 %   |
| Berlin       | 10.143   | 14.800    | 068.53 %   |
| Bonn         | 05.255   | 06.000    | 087.58 %   |
| Braunschweig | 03.749   | 06.800    | 055.13 %   |
| Bremerhaven  | 03.131   | 04.200    | 074.55 %   |
| Düsseldorf   | 02.471   | 03.670    | 067.33 %   |
| Frankfurt    | 04.675   | 05.002    | 093.46 %   |
| Gießen       | 03.262   | 04.003    | 081.49 %   |
| Göttingen    | 03.065   | 03.474    | 088.23 %   |
| Hagen        | 02.596   | 03.013    | 086.16 %   |
| Ludwigsburg  | 03.200   | 05.300    | 060.38 %   |
| Weißenfels   | 02.429   | 03.000    | 080.97 %   |
| Oldenburg    | 03.131   | 03.148    | 099.46 %   |
| Paderborn    | 01.715   | 03.014    | 056.90 %   |
| Quakenbrück  | 03.000   | 03.000    | 100.00 %   |
| Trier        | 03.541   | 05.900    | 060.02 %   |
| Tübingen     | 02.609   | 03.132    | 083.30 %   |
| Ulm          | 02.874   | 03.000    | 095.80 %   |
| Gesamt       | 03.756   | 04.831    | 077.75 %   |
| Vorjahr      | 03.666   | 04.725    | 077.59 %   |